# Награды Ставрополя
Награды города Ставрополя — муниципальные награды используемые (наряду с наградами Ставропольского края) для награждения жителей краевого центра — города Ставрополя.
К наградам города Ставрополя относятся:
- звание «Почётный гражданин города Ставрополя»;
- звание «Почётный ветеран города Ставрополя»;
- медаль «За заслуги перед городом Ставрополем»;
- медаль «За заслуги перед городским сообществом»;
- медаль «За заслуги в области образования»;
- памятный знак «За большой вклад в социально-культурную сферу города».

Городские награды являются формой поощрения граждан и организаций за заслуги в экономике, совершенствование системы городского самоуправления, жилищно-коммунального хозяйства, науке, культуре, спорте, искусстве, военной службе и иные заслуги перед городом Ставрополем.
| Изображение награды                       | Наименование награды                                                 | Дата учреждения      | Правила награждения | Источник |
| ----------------------------------------- | -------------------------------------------------------------------- | -------------------- | --- | --- |
| Нагрудный знак Почётного гражданина       | Звание «Почётный гражданин города Ставрополя»                        | 28 марта 2007 года   | Звание «Почётный гражданин города Ставрополя» является высшей формой поощрения граждан от имени города Ставрополя за выдающиеся заслуги перед городом Ставрополем в сфере экономики, науки, образования, здравоохранения, градостроительства, культуры, спорта, воспитания молодежи, охраны общественного порядка, благотворительной, миротворческой и иной деятельности. Критериями присвоения звания являются: - долговременная и устойчивая связь гражданина с городом Ставрополем; - широкая информированность населения города Ставрополя о конкретных заслугах гражданина; - наличие государственных и муниципальных наград и (или) почётного звания, присвоенных за достижения в соответствующей сфере деятельности; - высокая оценка заслуг гражданина перед городом Ставрополем в соответствующей сфере деятельности; - высокие моральные качества и авторитет гражданина; - активная жизненная позиция, способствующая позитивному развитию города Ставрополя. Имя Почётного гражданина заносится в Книгу Почётных граждан города Ставрополя с указанием заслуг перед городом. В честь Почётного гражданина на Аллее Почётных граждан города Ставрополя устанавливается пилон с барельефом Почётного гражданина города Ставрополя. | Решение Ставропольской городской Думы от 28 марта 2007 года № 42 «О положении о почётном гражданине города Ставрополя»                                                                                   |
| Знак «Почётный ветеран города Ставрополя» | Звание «Почётный ветеран города Ставрополя»                          | 26 октября 2020 года | Звание «Почётный ветеран города Ставрополя» является личным пожизненным званием, которое присваивается пенсионерам города Ставрополя — ветеранам войны и боевых действий, труда, военной службы, правоохранительных органов. Звание присваивается за личные заслуги и высокие результаты в различных сферах трудовой деятельности, за большой вклад в развитие города Ставрополя и активное участие в ветеранском движении города Ставрополя, достигнутые ветераном в период после выхода на пенсию. В год присваивается не более 10 званий. Лицу, удостоенному звания, вручаются удостоверение, нагрудный знак и диплом о присвоении звания. Лицу, удостоенному звания, за счёт средств бюджета города Ставрополя предоставляется единовременная денежная выплата в размере 10000 рублей. Кандидат на присвоение звания должен отвечать следующим требованиям: - наличие общего трудового стажа работы на предприятиях и в учреждениях города Ставрополя не менее 30 лет или военной службы и службы в правоохранительных органах Российской Федерации не менее 20 лет; - наличие стажа общественной работы в ветеранских объединениях города Ставрополя (районных и городских) не менее 7 лет. Удостоверение, нагрудный знак и диплом о присвоении звания вручаются ветеранам в торжественной обстановке главой города Ставрополя, председателем Ставропольской городской Думы либо по их поручению иными должностными лицами Ставропольской городской Думы, администрации города Ставрополя. | Решение Ставропольской городской Думы от 26 октября 2020 года № 499 «Об утверждении Положения о звании "Почётный ветеран города Ставрополя"» --- Положение о звании «Почётный ветеран города Ставрополя» |
|                                           | Медаль «За заслуги перед городом Ставрополем»                        | 9 июля 2008 года     | Медаль «За заслуги перед городом Ставрополем» является признанием заслуг удостоенного ею лица перед городом Ставрополем и жителями города Ставрополя в деятельности, направленной на пользу города Ставрополя, обеспечение его благополучия и процветания. Медалью награждаются жители города Ставрополя и Ставропольского края, других субъектов Российской Федерации, иностранные граждане: - за общепризнанные, широко известные в городе Ставрополе достижения и заслуги в области экономики и строительства, жилищно-коммунального хозяйства и социальной сферы, других областях трудовой деятельности; - за мужество и отвагу, проявленные при спасении человеческих жизней, техники, объектов социально-экономической сферы, охране общественного порядка, в борьбе с преступностью, во время стихийных бедствий, пожаров, катастроф и других чрезвычайных ситуаций, а также за смелые и решительные действия, проявленные при исполнении гражданского или служебного долга в условиях, сопряжённых с риском для жизни. | Постановление главы города Ставрополя от 9 июля 2008 года № 1703 «О медали „За заслуги перед городом Ставрополем“»                                                                                       |
|                                           | Медаль «За заслуги перед городским сообществом»                      | 31 октября 2018 года | Медаль «За заслуги перед городским сообществом» является наградой Ставропольской городской Думы. Медалью награждаются жители города Ставрополя и другие граждане Российской Федерации, иностранные граждане, лица без гражданства за: - особый вклад в социально-экономическое развитие муниципального образования города Ставрополя Ставропольского края; - значимые для города Ставрополя результаты в области экономики, науки, культуры и спорта, искусства и просвещения, в укреплении законности, охране здоровья и жизни, защите прав и свобод граждан, воспитании, развитии спорта; - выдающуюся профессиональную, новаторскую и социально значимую деятельность на территории города Ставрополя. | Решение Ставропольской городской Думы от 31 октября 2018 года № 284 «О медали "За заслуги перед городским сообществом"»                                                                                  |
|                                           | Медаль «За заслуги в области образования»                            | 13 августа 2010 года | Медаль «За заслуги в области образования» относится к муниципальным наградам города Ставрополя и является формой поощрения и материального стимулирования граждан за заслуги и достижения в области образования. Медалью награждаются жители города Ставрополя в качестве признания их заслуг перед городом Ставрополем: - за общепризнанные, широко известные и реализованные в городе Ставрополе проекты по вопросам обучения и воспитания детей; - за значительные достижения в области управления муниципальными образовательными учреждениями города Ставрополя и эффективную организацию учебно-воспитательной деятельности; - за личный вклад в развитие и укрепление учебно-материальной базы муниципальных образовательных учреждений города Ставрополя; - за высокое профессиональное мастерство и многолетний добросовестный труд в области образования. | Постановление администрации города Ставрополя Ставропольского края от 13 августа 2010 года № 2333 «О медали „За заслуги в области образования“»                                                          |
|                                           | Памятный знак «За большой вклад в социально-культурную сферу города» | 26 августа 2002 года | Памятный знак администрации города Ставрополя «За большой вклад в социально-культурную сферу города» был учреждён в связи с юбилейной датой строительства Азово-Моздокской оборонительной линии — 225-летия основания города и вручается жителям города Ставрополя, гражданам, проживающим за его пределами, а также юридическим лицам, которые своей активной, благотворительной или спонсорской деятельностью внесли значительный вклад в развитие социально-культурной сферы краевого центра. Данный знак присуждается постановлением главы администрации города Ставрополя в следующих областях: - науки, образования, культуры, здравоохранения, сохранения историко-культурного наследия, а также в области физической культуры и спорта; - за плодотворную общественную миротворческую и благотворительную деятельность. Вручение проводится ежегодно, начиная с 2002 года, в связи с 225-й годовщиной образования города, другими памятными событиями и историческими датами. | Постановление главы администрации города Ставрополя от 26 августа 2002 года № 5903 «О памятном знаке администрации города Ставрополя „За большой вклад в социально-культурную сферу города“»             |